# Kappa Lyrae
Désignations
Kappa Lyrae (en abrégé κ Lyr) est une étoile géante de la constellation boréale de la Lyre. Elle est visible à l'œil nu avec une magnitude apparente de 4,33. D'après la mesure de sa parallaxe annuelle par le satellite Hipparcos, l'étoile est distante d'environ ∼ 252 a.l. (∼ 77,3 pc) de la Terre. Elle se rapproche du Système solaire à une vitesse radiale de −24 km/s.
Kappa Lyrae est une étoile géante rouge de type spectral K2-IIIabCN0,5, avec la notation « CN0,5 » indiquant que son spectre présente une légère surabondance en cyanogène. C'est une géante du red clump, ce qui signifie qu'elle est située à l'extrémité rouge (froide) de la branche horizontale du diagramme H-R et qu'elle génère son énergie par la fusion de l'hélium dans son noyau. L'étoile est estimée être 1,97 fois plus massive que le Soleil et être âgée de 1,88 milliard d'années. Son rayon est 18 fois plus grand que le rayon solaire, elle est 141 fois plus lumineuse que le Soleil et sa température de surface est de 4 582 K. C'est une étoile variable suspectée à faible amplitude de variation.